# Alfred River (Maruia River)
Der Alfred River ist ein Fluss im Norden der Südinsel Neuseelands. Er fließt in überwiegend westsüdwestlicher Richtung durch die Spenser Mountains und mündet schließlich rechtsseitig in den Maruia River. Zu seinen Zuflüssen zählt der Frazer Stream, welcher den Lake Daniell entwässert. Zum See führt am unteren Lauf des Alfred River entlang der Lake Daniell Track, der unweit des New Zealand State Highway 7 nahe dem Marble Hill beginnt. Benannt wurde der Fluss durch William Thomas Locke Travers.